# Tafeltje dek je, ezeltje strek je en knuppel uit de zak

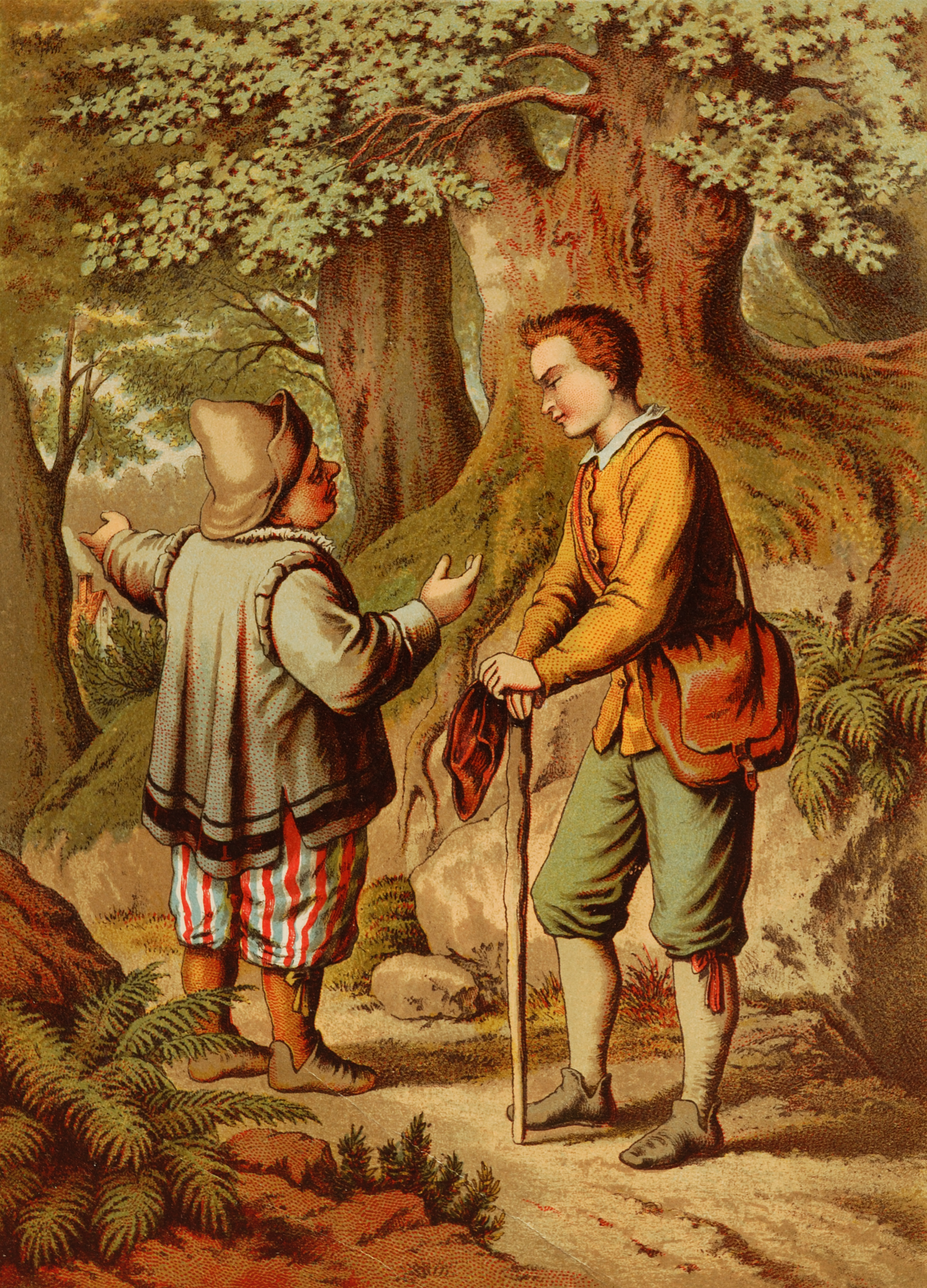
Tafeltje dek je, ezeltje strek je en knuppel uit de zak

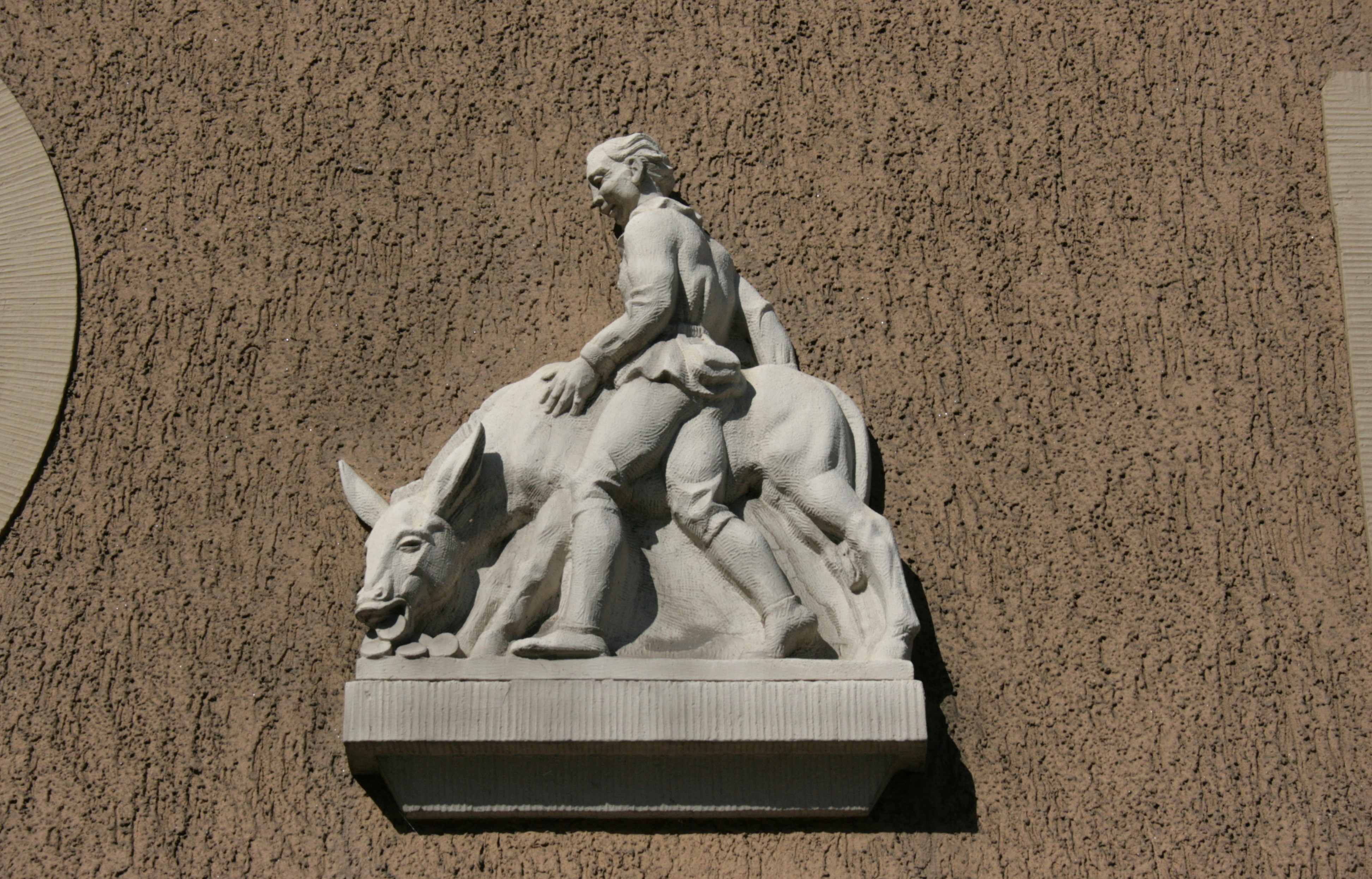
Het ezeltje

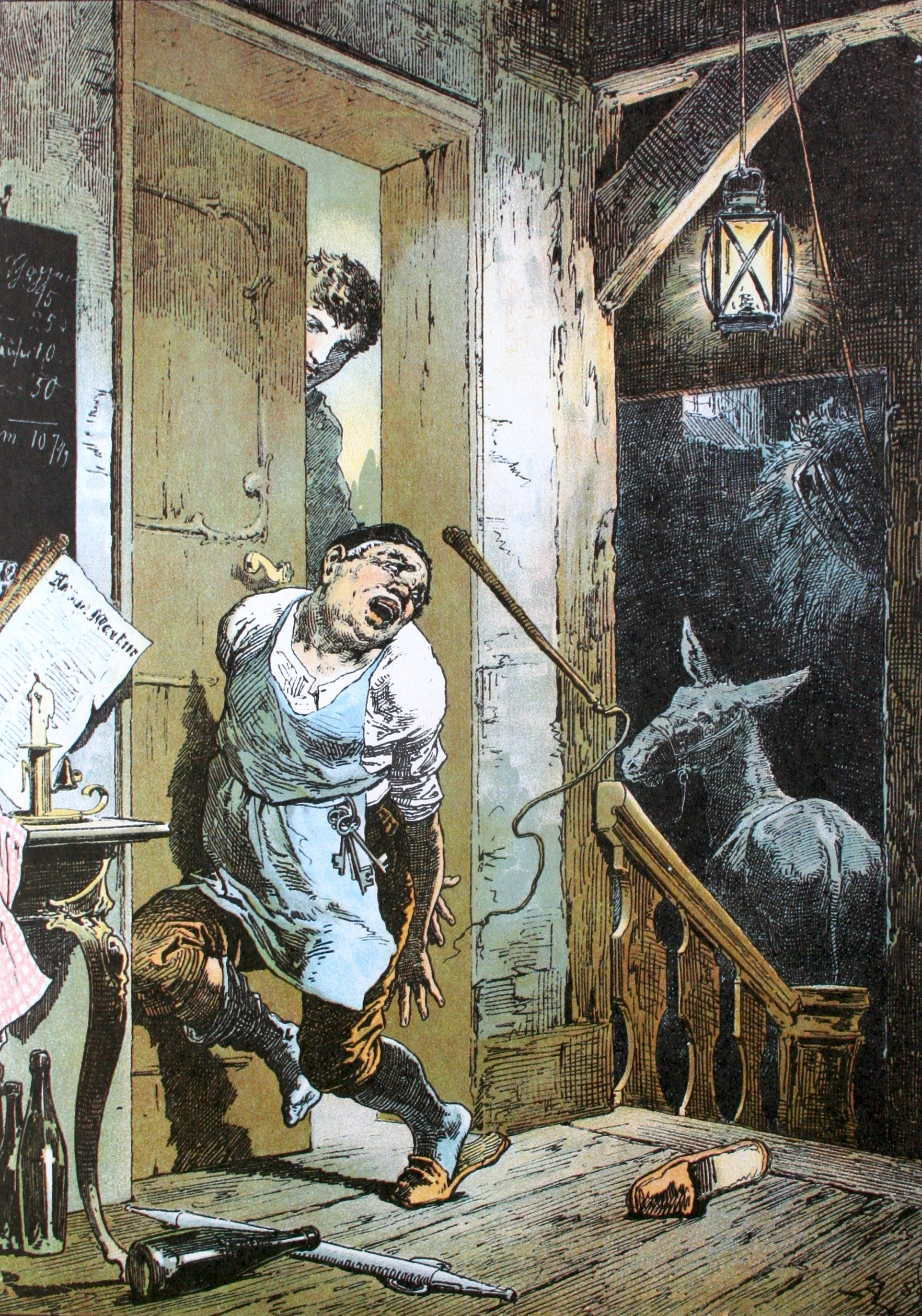
Afbeelding door Alexander Zick (1845 - 1907)

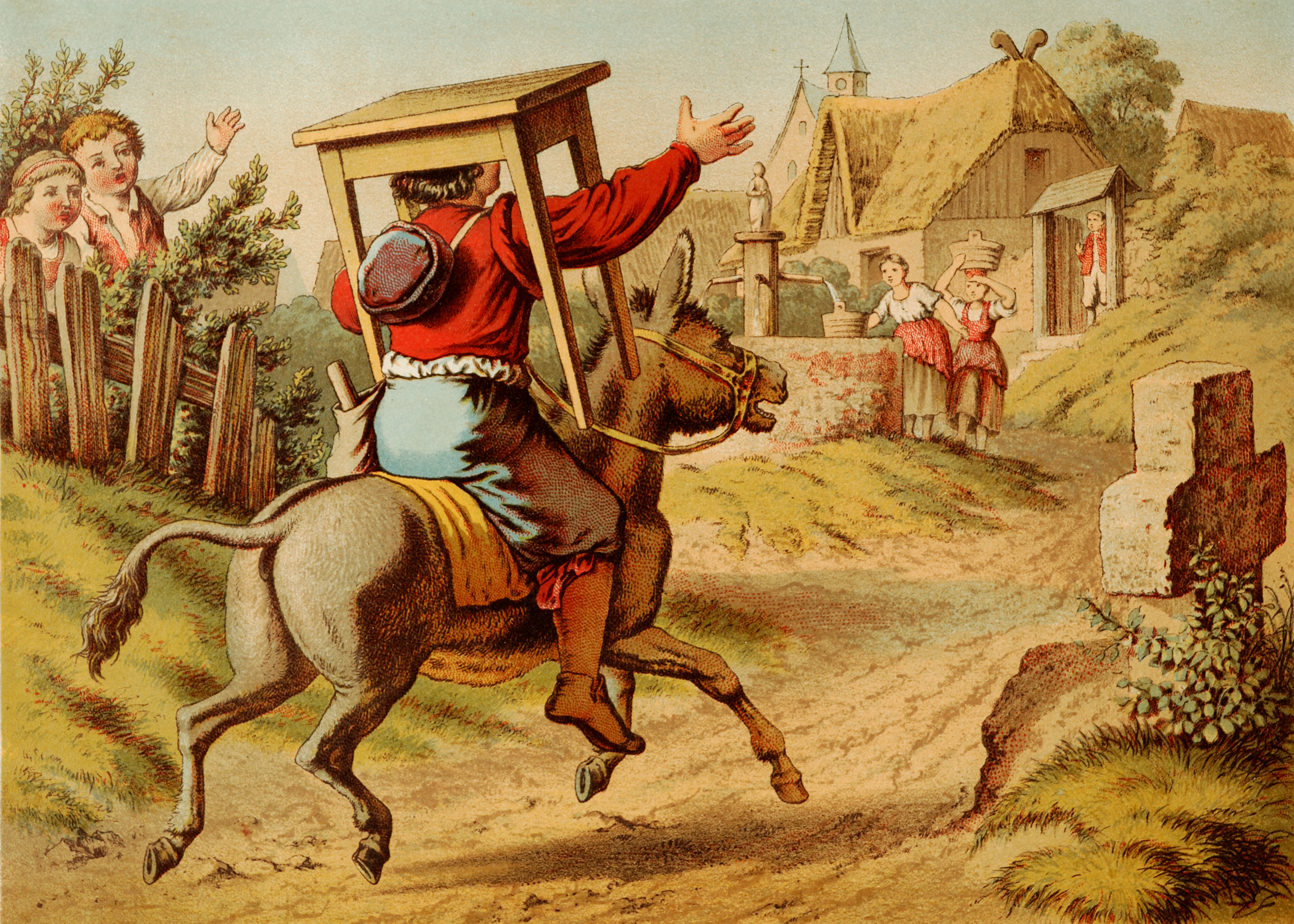
De jongen keert terug met het tafeltje, de ezel en de knuppel in de zak

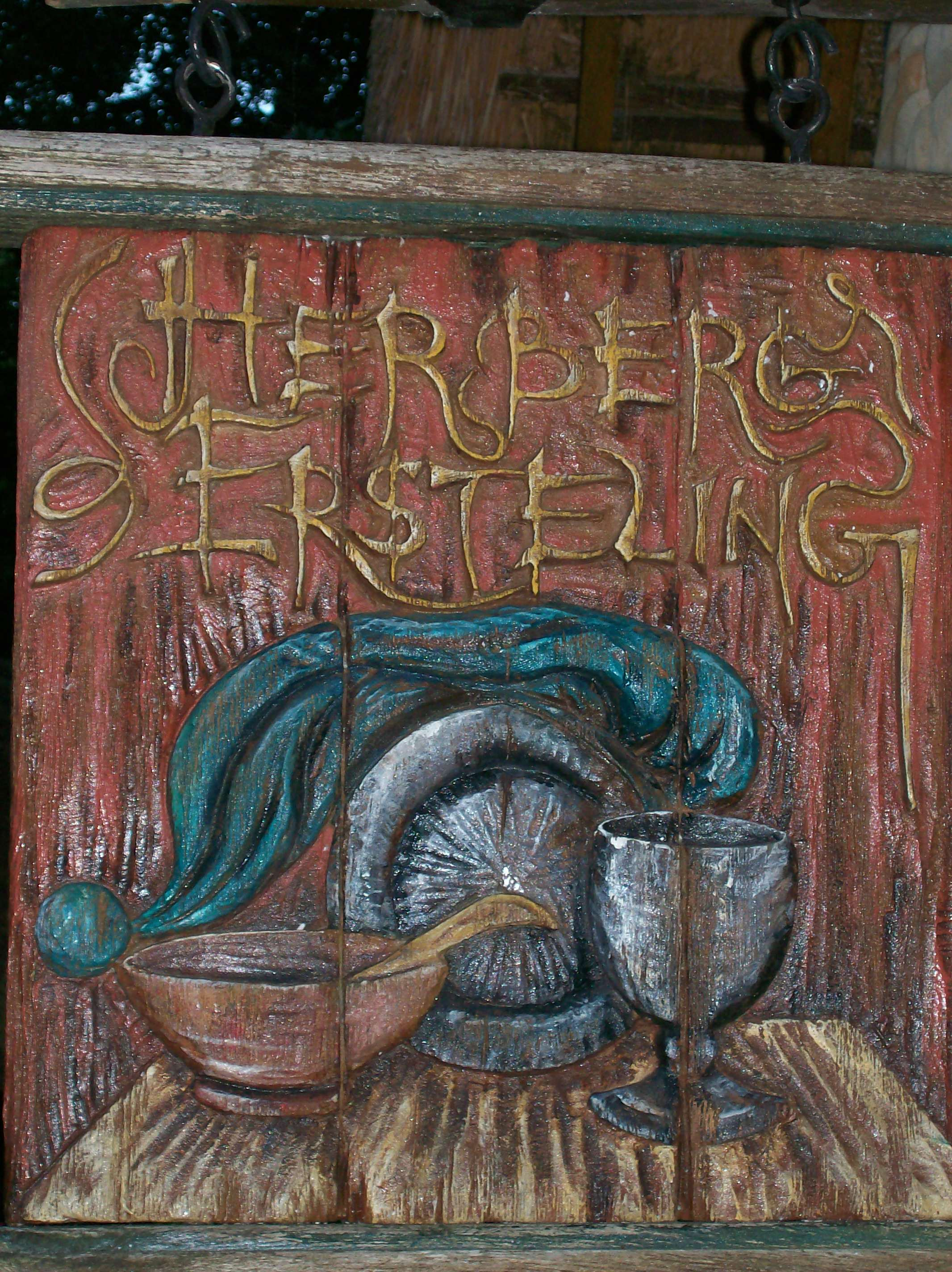
'Herberg de Ersteling' op het Herautenplein, Efteling

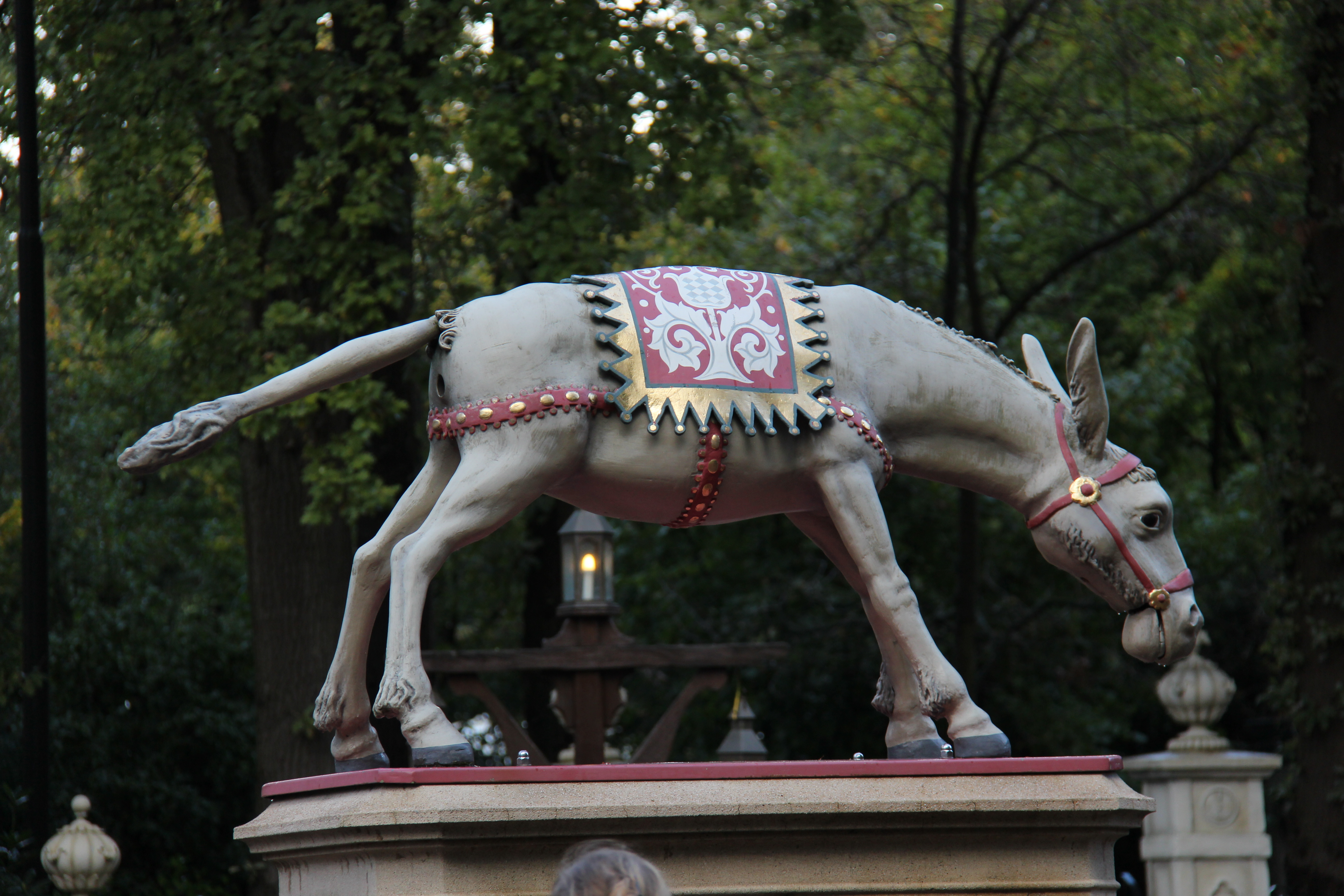
Ezeltje Strek Je in de Efteling

Tafeltje dek je, ezeltje strek je en knuppel uit de zak is een sprookje uit Kinder- und Hausmärchen, de verzameling van de gebroeders Grimm, met als nummer KHM36. De oorspronkelijke naam is Tischchen deck dich, Goldesel und Knüppel aus dem Sack.

## Verhaal

### Klagende geit
Een kleermaker heeft drie zonen en ze worden allen gevoed door de melk van hun geit. De geit moet dus goed gevoed worden en wordt elke dag naar de wei gebracht. De oudste zoon brengt de geit op een dag naar het kerkhof, want daar groeien de lekkerste plantjes, en vraagt aan het einde van de dag of de geit genoeg gegeten heeft. De geit heeft voldoende gegeten en ze gaan samen naar huis. Thuisgekomen zegt de geit tegen de vader dat ze niet genoeg te eten kreeg en de kleermaker vindt zijn zoon een leugenaar. Met de ellenmaat (een stok of liniaal) slaat hij zijn oudste zoon het huis uit.
De volgende dag neemt de tweede zoon de geit mee naar een heg en de geit eet van de heerlijke plantjes. Aan het eind van de dag vraagt de zoon of de geit voldoende gegeten heeft en hij krijgt een bevestigend antwoord. Ze gaan naar huis, maar daar vertelt de geit aan de vader dat ze opnieuw niet genoeg gegeten heeft. De vader geeft zijn tweede zoon een pak slaag en jaagt hem ook het huis uit. De volgende dag neemt de derde zoon de geit mee naar de struiken en de geit eet veel en vertelt aan het eind van de dag voldoende gegeten te hebben. Thuisgekomen vertelt de geit aan de vader dat er niet voldoende te eten was en ook de derde zoon wordt afgeranseld.
Dan neemt de vader zelf de geit mee naar groene heggen en duizendblad en aan het eind van de dag vertelt de geit voldoende gegeten te hebben. Ze gaan naar huis, maar daar hoort de vader dat de geit niet genoeg gegeten heeft. De vader beseft zijn drie zonen onterecht verstoten te hebben en wil de geit een merkteken geven. Hij haalt zijn scheermes en maakt de geit kaal, waarna hij het beest met zijn zweep afranselt en verjaagt.

### Tafeltje dek je
De oudste zoon is bij een meubelmaker in de leer gegaan en krijgt aan het eind van zijn opleiding een tafeltje met een goede eigenschap. Als je "tafeltje dek je" zegt, zal een schoon tafellakentje verschijnen. Bovendien is de tafel gedekt met veel gerechten en een glas rode wijn. Zo trekt hij rond en op een gegeven moment wil de zoon terug naar de vader. Hij komt in een herberg en daar laat hij de kunsten van het tafeltje zien. Iedereen geniet van de gerechten, maar 's nachts verwisselt de waard stiekem de tafel voor een gewoon exemplaar. De zoon gaat de volgende ochtend verder en komt aan bij zijn vader. Hij wil de kunsten van het tafeltje tonen en alle familieleden worden uitgenodigd. Het tafeltje doet echter niks en de zoon begrijpt wat er is gebeurd. De zoon wordt uitgelachen en gaat bij een meester-meubelmaker in dienst.

### Ezeltje strek je
De tweede zoon komt bij een molenaar in de leer en krijgt een bijzondere ezel die van voor en achter goud kan spugen. Na een tijd wil de zoon naar zijn vader en hij komt in dezelfde herberg terecht. Hij brengt de ezel zelf naar de stal en betaalt de waard met goudstukken. Hij heeft niet genoeg en de waard volgt hem naar de stal en ziet de ezel goud spugen. 's Nachts wordt de ezel echter door de waard omgewisseld voor een andere ezel en de zoon trekt verder. Hij komt bij zijn vader en vertelt over de goudezel. De familie wordt uitgenodigd, maar de ezel vertoont zijn kunsten niet. De vader vraagt de familie om vergeving en de zoon gaat in dienst bij een molenaar.

### Knuppel uit de zak
De derde zoon is in de leer van een houtdraaier gekomen en krijgt via brieven te horen wat er met zijn broers is gebeurd. Hij gaat op ambachtsreis en krijgt een knuppel in een zak. Als onrecht wordt gedaan, hoeft de zoon alleen "knuppel uit de zak" te zeggen en dan wordt de persoon afgeranseld. De knuppel houdt pas op als er "knuppel in de zak" wordt gezegd en de zoon komt in de herberg. Hij vertelt over tafeltjes en goudezeltjes en zijn eigen schat in de zak. De waard is nieuwsgierig en denkt aan edelstenen. 's Nachts gaat de waard naar de zoon en wil de zak pakken. De zoon stuurt de knuppel op hem af en de waard valt op de grond. De zoon wil de tafel en de ezel en de waard is bang voor de kobold in de zak. Hij belooft de spullen terug te geven en de zoon laat de knuppel in de zak verdwijnen.

### Moraal van het verhaal
De volgende ochtend gaat de zoon met de tafel, de goudezel en zijn zak naar zijn vader. Hij vertelt houtdraaier te zijn en de vader vindt een knuppel niet de moeite waard. De zoon vertelt zijn vader wat er is gebeurd en hij wil dat de andere zoons worden uitgenodigd, maar de vader vindt de knuppel waardeloos en vertrouwt het verhaal van zijn derde zoon niet. De kleermaker roept toch de hele familie bijeen en de tweede zoon laat de ezel dan goud spuwen. De oudste zoon laat de kunsten van het tafeltje zien en dan eet de familie als nooit tevoren. De kleermaker bergt zijn naald en draad, zijn ellenmaat en zijn strijkijzer op en leeft gelukkig met zijn zonen.
De lezer zal zich afvragen wat er met de veroorzaker van dit alles is gebeurd. De geit schaamt zich voor haar kale kop en kruipt weg in een vossenhol. De vos komt thuis en schrikt van de fonkelende ogen en vlucht. De vos komt een beer tegen. De beer vraagt de vos wat er is gebeurd en hoort over de vurige ogen. Ze gaan samen naar het hol en ook de beer schrikt van de ogen van het verschrikkelijke beest. Hij komt een bij tegen en vertelt over de fonkelende ogen. De bij gaat naar het hol en prikt de geit twee keer op haar kale kop. De geit vlucht uit het hol en niemand weet waar ze nu is.